# زلاتكو ديديتش
زلاتكو ديديتش (بالسلوفينية: Zlatko Dedič)‏ (مواليد 5 أكتوبر 1984 في بيهاتش - يوغوسلافيا) لاعب كرة قدم سلوفيني يلعب حاليا لصالح نادي الدرجة الأولى بوخوم الألماني منذ 2009 في مركز المهاجم .

## روابط خارجية
- زلاتكو ديديتش على موقع الاتحاد الدولي (مؤرشف)  (الإنجليزية)
- زلاتكو ديديتش على موقع الاتحاد الأوربي (الإنجليزية)
- زلاتكو ديديتش على موقع قاعدة بيانات كرة القدم.إي يو (الإنجليزية)
- زلاتكو ديديتش على موقع بيانات كرة القدم. دي إي (الألمانية)
- زلاتكو ديديتش على موقع ناشيونال فوتبول تيمز (الإنجليزية)
- زلاتكو ديديتش على موقع Soccerbase.com (لاعب) (الإنجليزية)
- زلاتكو ديديتش على موقع Soccerway.com (الإنجليزية)
- زلاتكو ديديتش على موقع عالم كرة القدم.نت (الإنجليزية)